# Lignes de fuite (roman)
Pour les articles homonymes, voir Lignes de fuite.
Lignes de fuite (titre original : Good Bait) est un roman de John Harvey publié en 2012 en Angleterre.
La traduction française du roman, signée Karine Lalechère, est parue en France dans la collection Rivages/Thriller en 2014 puis en 2015 dans la collection Rivages/Noir avec le numéro 1003. 

## Résumé
Une jeune inspectrice d'origine jamaïcaine, responsable de la brigade des homicides de la police de Londres, Karen Shields, enquête sur la mort d'un jeune Moldave retrouvé mort sous la glace d'un étang gelé dans le parc de Hampstead Heath. 
Dans le même temps, Cordon, inspecteur dans une petite ville de Cornouailles, recherche une femme disparue, qu'il a connue 15 ans auparavant alors qu'elle était une adolescente marginalisée, ayant sombré dans la drogue et la prostitution. 
Les deux enquêtes vont se rejoindre.